# Австрия
А̀встрия, официално Репу̀блика А̀встрия (на немски: Republik Österreich или само Österreich ['øːstɐˌraɪç]) е вътрешноконтинентална страна, разположена в Централна Европа. Австрия граничи с Лихтенщайн и Швейцария на запад, Италия и Словения на юг, Словакия и Унгария на изток, Германия и Чехия на север. Към 1 януари 2011 г. населението на страната надхвърля 8,4 милиона, от които австрийците са 7,5 милиона. Официалният език в страната е австрийският стандарт на немския език, а други малцинствени езици с частичен официален статут са хърватският, словенският и унгарският.
Площта на страната е 83 872 km², а климатът е умереноконтинентален в ниските части и алпийски – във високите. Релефът е предимно планински, като едва 32% от територията на страната са под 500 метра надморска височина. Съществена част от Алпийската планинска верига е разположена в Австрия, а най-високият връх е Гросглокнер в Източните Алпи.
Територията на Австрия влиза в състава на Римската империя под името Норик. През 788 г. франкският крал Карл Велики завладява територията и християнизира населението. По време на управлението на австрийската династия Хабсбург Австрия се превръща във водеща европейска сила. През 1867 г. Австрийската империя се превръща в дуалистичната монархия Австро-Унгария. Краят на Първата световна война през 1918 г. слага край на Австро-Унгария, която се разпада на няколко независими държави, сред които и Първата австрийска република. През 1938 г. след референдум Австрия е присъединена към Германската империя и остава част от нея до края на Втората световна война през 1945 г. Същата година е окупирана от Съюзническите сили, а отменената Федерална конституция влиза отново в сила. През 1955 г. Австрия обявява създаването на независима федерална република, с което слага край на окупацията. Австрийският парламент приема Декларация за вечна неутралност.
В наши дни Австрия е парламентарна представителна демокрация, състояща се от девет отделни провинции. Столица и най-голям град е Виена (1,6 милиона жители). Икономически страната е сред най-добре развитите в света, а брутният вътрешен продукт на глава от населението възлиза на 43 723 щатски долара (2010). Австрия поддържа висок жизнен стандарт, а средната продължителност на живота е 77 години за мъжете и 83 години за жените.
Австрия е член на ООН (1955), на Съвета на Европа (1956), на Организацията за икономическо сътрудничество и развитие (1965), на Организацията за сигурност и сътрудничество в Европа (1973) и на Европейския съюз от 1995. През 1995 г. страната става част от Шенгенското споразумение, а през 1999 г. приема еврото като официална валута. Австрия е сред основателките на Инициатива „Три морета“ през 2016 г.

## История

### Античност
В Античността голяма част от региона южно от река Дунав е известен като Норик. Западният планински регион между реките Рейн и Ин и баварското и субалпийското плато е известен като Реция – територия, която включва части от сегашните Германия и Швейцария. Равнинният регион на изток-югоизток е познат като Панония и включва територии от днешните Унгария и Словения. Римляните завладяват тези три региона и ги организират в провинции на империята, които стават преден пост за нападения и отбрана срещу различни варварски племена. Един от първите римски военни постове в региона е Виндобона (днешна Виена). Тя е важна стратегическа пресечна точка за множество маршрути към плодородната Долна Австрия.

### Средновековие
От 6 век в земите на днешна Австрия започва непрекъснато заселване на баварци, които прогонват проникващите от изток авари и славяни.
В края на 8 век франкският владетел Карл Велики създава маркграфството Каролин между реките Енс, Рааб и Драва, за да предотврати нахлуването на аварите. През 907 г. маркграфството е унищожено от маджарите. През 955 г. Ото Велики успява да победи маджарите и отново да си спечели земите. Между 976 г. и 1246 г. владетелите от рода Бабенберг в Австрия допринасят много за разрастването ѝ. Те построяват градове, пътища, насърчават занаятчийството. Смъртта на последния владетел от този род е последвана от политическа несигурност. Възходът на Австрия се свързва и с династията на Хабсбургите. През 1282 г. крал Рудолф I дава на синовете си в ленно владение Херцогство Австрия. По-късно Хабсбургите завоюват херцогствата Щирия и Каринтия и графство Тирол с договор за наследство и добавят към владенията си и Гюрц и Истрия с Триест. През 1522 г. династията на Хабсбургите се разделя на 2 направления – испанско-холандско и австро-германско.

### Ренесанс
През 16 и 17 век възниква силно съперничество с Османската империя, чиито войски два пъти достигат до Виена. След изтласкването на османските нашественици и проникването на Хабсбургите на Балканския полуостров, австрийската част от Хабсбургите владения с териториите си достига позицията на европейска велика сила. По това време възниква класическият австрийски барок. През втората половина на 18 век Мария Тереза и синовете ѝ Йозеф II и Леополд II с множеството си реформи поставят основата на една модерна административна държава на Новото време.

### Съвременна история
През 1867 г. крал Франц Йозеф одобрява основаването на дуалистичната монархия Австро-Унгария. Двете части на тази монархия разполагат със собствен парламент. Към общите задачи на управлението принадлежат само отбраната, външната и стопанската политика. След Първата световна война Австро-Унгария е разпокъсана. В резултат се обособяват държавите Чехословакия, Австрия и Унгария, а другите земи от бившата империя стават част от териториите на Полша, Румъния, Италия и Югославия. По този начин Австрия се превръща в днешната малка немскоговореща страна. На 12 ноември 1918 г. е учредена Република Германска Австрия. Тази малка държава много трудно намира своето място в новоподредената териториално и политически Европа.
През 1938 г. немските войски навлизат в Австрия, като същевременно се провежда и референдум за или против присъединяването към Германия. Резултатът е решително в полза на присъединяването. Чрез договора за присъединяване т.нар. аншлус, Австрия става част от Германската империя. Още преди края на ВСВ – 8 май 1945, капитулацията на Третия райх, Австрия е възстановена като независима държава. Това е провъзгласено още през 1943 от бъдещите страни победителки в Московската декларация. Встъпилото на 27 април 1945 г. в длъжност Временно правителство, начело с Карл Ренер като австрийски канцлер, провъзгласява възстановяването на републиката. На 15 май 1955 г. след края на окупацията ѝ от съюзническите войски е възстановена изцяло самостоятелността на Република Австрия.
След дългогодишни усилия за участие в европейската интеграция Австрия става членка на Европейския съюз на 1 януари 1995 г.

## География
| Поглед към върховете Винтерщауде (ляво) и Ифен (дясно) |  | Изглед от планината Брегенцервалд |
| Поглед към върховете Винтерщауде (ляво) и Ифен (дясно) |  | Изглед от планината Брегенцервалд |

Отличителна черта в географската характеристика на тази малка централноевропейска страна са Източните Алпи, които заемат 2/3 (62%) от територията на страната и се отличават с високи ридове и дълбоки долини, и река Дунав с притоците Ин, Залцах, Драва и Морава. Най-високият връх на австрийските Алпи е Гросглокнер (Großglockner) – 3798 m). Дунав е единствената голяма европейска река, течаща на изток. Тя извира от Германия и се влива в Черно море, минавайки през територията на 10 държави.
На север е разположена южната част на Чешкия масив, отличаващ се със суров климат и ветровити склонове, на изток – западната част на Среднодунавската низина.
Езера – Боденско езеро, Нойзидлер Зее, ледникови езера в Алпите. Дъбови и букови гори на надморска височина до 800 m, борови гори, ливади и алпийска растителност. 180 строги и частични резервата, 214 защитени ландшафта с обща площ 1,5 млн. ha.

### Климат
Климатът в Австрия е умереноконтинентален в по-ниските части на страната и планински в по-високите части на Алпите. Зимата във високите части е студена, а лятото – прохладно. В ниските части зимата е мека и по-суха, а лятото – топло и влажно. Най-много валежи падат през август, а най-малко през януари.
Алпите служат като „разпределител“ на трите основни вида климатични системи в Европа, които влияят на австрийското метеорологично време. Морският атлантически климат от северозапад се характеризира с фронтове на ниско налягане, въздушни маси с умерена температура от Гълфстрийм и валежи. Той оказва най-голямо влияние върху северните склонове на Алпите и Дунавската равнина. Континенталният климат се характеризира с фронтове с ниско налягане с валежи през лятото и системи с високо налягане със студен и сух въздух през зимата. Тази климатична система е най-ясно изразена в източната част на Австрия. Средиземноморските системи с високо налягане от юг се характеризират с малко облачност и топъл въздух. Те оказват влияние върху времето на южните склонове на Алпите, което ги превръща в най-умерените части на Австрия. През лятото южните части на страната са слънчеви и топли.
| температура | януари | февуари | март  | април | май   | юни   | юли   | август | септември | октомври | ноември | декември |
| ----------- | ------ | ------- | ----- | ----- | ----- | ----- | ----- | ------ | --------- | -------- | ------- | -------- |
| минимална   | 0 °C   | 1 °C    | 4 °C  | 8 °C  | 13 °C | 16 °C | 18 °C | 18 °C  | 14 °C     | 9 °C     | 5 °C    | 0 °C     |
| максимална  | 3 °C   | 6 °C    | 10 °C | 16 °C | 22 °C | 24 °C | 26 °C | 26 °C  | 20 °C     | 15 °C    | 8 °C    | 4 °C     |

## Демографски показатели
| Година | Население |
| ------ | --------- |
| 1910   | 6 614 000 |
| 1913   | 6 767 000 |
| 1919   | 6 420 000 |
| 1923   | 6 535 000 |
| 1930   | 6 684 000 |
| 1939   | 6 653 000 |
| 1951   | 6 935 000 |
| 1961   | 7 086 000 |
| 1971   | 7 500 000 |
| 1981   | 7 569 000 |
| 1988   | 7 697 000 |
| 1991   | 7 755 000 |
| 2001   | 8 043 000 |
| 2006   | 8 282 000 |
| 2007   | 8 315 379 |
| 2008   | 8 336 549 |
| 2009   | 8 355 260 |
| 2010   | 8 375 290 |
| 2011   | 8 402 908 |

Към 1 януари 2011 г. населението на Австрия наброява 8 402 908 души. Населението на столицата Виена надхвърля 1,7 милиона, а метрополният ѝ регион обхваща 2,2 милиона или около една четвърт от населението на страната. Грац е вторият най-населен град с 250 099 жители, следван от Линц (188 968), Залцбург (150 000) и Инсбрук (117 346). В Австрия има 72 града с население над 10 хиляди души, като 62 от тях имат по-малко от 50 хиляди жители.

### Население
Според преброяването от 2001 г. 88,6% от населението говори австрийската норма на немския език като майчин език (96% австро-баварски диалекти и 4% алемански диалекти). Останалите 11,4% говорят други езици. Основните малцинствени езици са турски (3,2%), сръбски (2,2%) и хърватски (2,0%).
Малцинствените групи в Австрия могат да бъдат разделени на традиционни и нови. Трите съществени традиционни малцинства са каринтските словенци (между 15 и 50 хиляди), хърватите (25 000) и унгарците (20 000). От 1955 г. насам трите групи се ползват със специални права, а там където те съставляват голям процент от населението могат да се използват двуезични табели. Мнозинството от хървати и унгарци живеят в провинция Бургенланд, в непосредствена близост до границата с Унгария. Повечето словенци живеят в провинция Каринтия.
Преди Втората световна война в Австрия са живеели 181 882 евреи, от които 167 249 във Виена. Предполага се, че около 65 хиляди австрийски евреи намират смъртта си по време на Холокоста, а около 90 – 95 хиляди успяват да избягат в други държави, основно САЩ. Към 2001 г. в Австрия живеят малко над 8 хиляди евреи, като почти всичките живеят в столичния град.
Според преброяването от 2001 г. големите нови малцинства са турците (127 226), сърбите (135 376) и босненците (108 047). Мнозинството от тях живеят в столичния метрополен регион. В страната живеят около 30 хиляди филипинци. Българите в Австрия наброяват около 15 хиляди души, а във Виена е създадено Австрийско-българското дружество.

### Вероизповедания
73,6% от австрийците са римокатолици, а 4,7% – протестанти. Броят на мюсюлманите се е увеличил повече от два пъти между последните преброявания: от 2% през 1991 г. той се е повишил на 4,2% през 2003 г. На следващо място са членовете на православната църква (180 000 души или 2,2%). Рязко нараства броят на хората без вероизповедание. Става въпрос за около 1 млн. души, което отговаря на 12%. Спрямо 1991 г. тази група се е увеличила с около 4%.

## Държавно устройство
Австрия е федерална полупрезидентска република начело с президент, който се избира пряко от народа за 6 години. Парламентът, който се намира във Виена, е двукамарен – състои се от Национален съвет (183 депутата, избирани за 5 години) и Федерален съвет (63 депутати, избирани за 4 години). Начело на правителството стои федерален канцлер, който се посочва от действащия президент. Федералното правителство е зависимо от доверието на парламента. Парламентът може да бъде разпуснат или чрез президентски декрет, или чрез вот на недоверие в долната камара (Nationalrat). За да има правото една политическа партия да влезе в Парламента, тя трябва да е получила одобрението на най-малко 4% от действителните гласове на вота. Гласуването за президент и за парламент е било задължително до 1982 г., но след редица законови промени това задължение официално отпада през 2004 г. От 2007 г. насам всички граждани на Република Австрия, навършили 16 години, имат право да гласуват.
Страната е обявена за парламентарна демократично-федерална република през 1920 г. с приемането на Федералната конституция на Австрия. Политическата система на Втората република е базирана на тази конституция, която първоначално е била в сила от 1920 до 1929 г. и повторно е приета на 1 май 1945 г.
Парламентарно представените партии в Австрия след извънредните избори за 26-а легислатура от 15 октомври 2017 г. са:
- Австрийска партия на свободата
- Австрийска народна партия
- Австрийска социалдемократическа партия
- Форум за Нова Австрия – NEOS (Das Neue Österreich und Liberales Forum)
- Листа Пилц – PILZ (Liste Peter Pilz)

## Административно деление
Република Австрия е федерална държава, административно разделена на 8 провинции (Bundesländer) и приравнената в административно отношение столица Виена. Провинциите се състоят от 84 окръга (Bezirke), които от своя страна се делят на общини. В страната има 15 самостоятелни града (Statutardstädte), които имат самостоятелно общинско законодателство.
|                                                                                       |                                  | Провинция (Bundesland) | Главен град | Площ      | Население | Място |
| ------------------------------------------------------------------------------------- | -------------------------------- | ---------------------- | ----------- | --------- | --------- | ----- |
| Форарлберг Горна Австрия Залцбург Тирол Каринтия Щирия Долна Австрия Виена Бургенланд |                                  |                        |             |           |           |       |
| 1                                                                                     | Бургенланд (Burgenland)          | Айзенщат               | 3966 km²    | 280 350   | 9         |       |
| 2                                                                                     | Каринтия (Kärnten)               | Клагенфурт             | 9536 km²    | 560 753   | 6         |       |
| 3                                                                                     | Долна Австрия (Niederösterreich) | Санкт Пьолтен          | 19 174 km²  | 1 588 545 | 2         |       |
| 4                                                                                     | Горна Австрия (Oberösterreich)   | Линц                   | 11 980 km²  | 1 405 986 | 3         |       |
| 5                                                                                     | Залцбург (Salzburg)              | Залцбург               | 7154 km²    | 529 085   | 7         |       |
| 6                                                                                     | Щирия (Steiermark)               | Грац                   | 16 392 km²  | 1 203 986 | 4         |       |
| 7                                                                                     | Тирол (Tirol)                    | Инсбрук                | 12 648 km²  | 698 472   | 5         |       |
| 8                                                                                     | Форарлберг (Vorarlberg)          | Брегенц                | 2601 km²    | 364 611   | 8         |       |
| 9                                                                                     | Виена (Wien)                     | Виена                  | 414,90 km²  | 1 805 681 | 1         |       |

## Икономика
Австрия е 12-ата най-богата страна в света, от гледна точка на номиналния брутен вътрешен продукт (БВП) на глава от населението. Тя се отличава с висок стандарт на живот и социално ориентирана пазарна икономика, която до 90-те години на XX век до голяма степен е държавна. Ориентирането на страната към Европейския съюз довежда до бърза приватизация и съотношението между частния и публичния сектор днес е сравнимо със средното ниво в Съюза. В продължение на дълги години основният търговски партньор на Австрия е Германия, но присъединяването към ЕС прави австрийската икономика по-независима и разнообразява външния ѝ пазар. Страната освен това става и по-атрактивна за чуждите инвеститори заради стабилността си и географската близост до бързоразвиващите се икономики на страните от бившия Източен блок.
Австрия приема еврото като национална валута през 1999 година.
Жито 1,3 млн. тона, вино 3 млн. хектолитра, едър рогат добитък 2,6 млн. глави, свиневъдство 3,7 млн. глави.
Добив на железни руди, волфрам, въглища, дървен материал, олово, цинк, природен газ.
Отглежда се царевица, ечемик, пшеница, плодове. Развито е лозарството, лесовъдсвото и ловът.
Произвоство на машини и оборудване (електроника, автомобили, превозни средства, лифтове, специално оборудване за планинските региони) хранително-вкусова, енергийна, ВЕЦ. Високотехнологична промишленост – машини, метални изделия, електроника. Силно развит туристически сектор.
Безработицата през февруари 2012 г. е 4,2%, по който показател Австрия е на първо място в Еврозоната.

## Култура
Богатото културно наследство на Австрия е ценено по целия свят. Внушителни паметници на културата са катедралата „Свети Стефан“, дворецът Шьонбрун, императорският дворец във Виена и много други. Световноизвестните композитори, хорове, оркестри са като посланици на страната по света.

### Преса
През 2015 г. Австрия е на седмо място по свобода на пресата в света (шесто в Европа) по данни на Репортери без граници (+ 5 места спрямо предходната година).

## Спорт
Благодарение на преобладаващия планински релеф Австрия предлага отлични условия за развиването на зимни спортове. Австрийските скиори в ски алпийски дисциплини са носители на 31 златни медала от Зимни олимпийски игри и са завоювали общо 105 медала. Австрия е четвъртата нация подред по брой спечелени медали на Зимни олимпиади с общо 201 отличия, от които 55 златни. Австрия е била домакин на Зимна олимпиада два пъти – 1964 и 1976 г., като и двата пъти те са се провеждали в Инсбрук. През 2012 г. в страната се проведе I Младежка зимна олимпиада в Инсбрук, където се провеждат и III и IV Зимна параолимпиада съответно през 1984 и 1988 г.
Най-популярният отборен спорт в страната е футболът, който се регулира от Австрийската футболна асоциация (ÖFB). Националното футболно първенство е Австрийската бундеслига (Fußball-Bundesliga), в която най-популярните отбори са Рапид Виена, ФК Аустрия и Щурм Грац. Австрийският национален отбор по футбол успява да стигне до 4-то място на Световното първенство през 1934 г., до 3-то на Световното през 1954 г. и на 7-о на Световното през 1978 г. През 2008 г. Австрия и Швейцария са домакини на XIII Европейско първенство по футбол, на което шампион става Испания.
| Спорт              | Мъже                                  | Жени                                      |
| ------------------ | ------------------------------------- | ----------------------------------------- |
| Американски футбол | Австрийска лига по американски футбол | Австрийска лига по американски футбол     |
| Бейзбол            | Австрийска бейзболна лига             | Австрийска бейзболна лига                 |
| Баскетбол          | Австрийска баскетболна лига (ÖBL)     | Австрийска женска баскетболна лига (AWBL) |
| Хокей на лед       | Австрийска хокейна лига (EBEL)        | Австрийска женска хокейна лига            |
| Футбол             | Австрийска бундеслига                 | Женска бундеслига                         |
| Хандбал            | Австрийска хандбална лига             | Австрийска хандбална лига                 |
| Волейбол           | Австрийска волейболна лига (AVL)      | Австрийска женска волейболна лига (AVL)   |
| Водна топка        | Австрийска бундеслига по водна топка  | Австрийска бундеслига по водна топка      |

## Други
- Комуникации в Австрия
- Транспорт в Австрия
- Въоръжени сили на Австрия
- Външна политика на Австрия